# Bácsbokod
Bácsbokod – wieś i gmina w południowej części Węgier, w pobliżu miasta Baja. Liczy 2694 mieszkańców (styczeń 2011) i zajmuje obszar 63,93 km².

## Położenie
Miejscowość leży na obszarze Wielkiej Niziny Węgierskiej, w komitacie Bács-Kiskun, w powiecie Baja.